# Ann Bancroftová
Ann Bancroftová (* 29. září 1955, Minnesota) je americká spisovatelka, učitelka, polárnice a veřejná mluvčí. Je první ženou, která pěšky dosáhla severního (1986) i jižního pólu (1993).
Studovala tělesnou výchovu na Oregonské univerzitě. Roku 1986 projela se psím spřežením 1 600 kilometrů od Severozápadních teritorií Kanady až po severní pól jako jediná žena Stegerovy mezinárodní polární expedice. V roce 1993 vedla americkou ženskou expedici na jižní pól – 1 050 kilometrů dlouhá expedice na lyžích napříč Antarktidou trvala 67 dní.